# 1. FC Saarbrücken II
El 1. FC Saarbrücken II (en alemán: 1. Fußball-Club Saarbrücken e.V. II) es un equipo de fútbol de Alemania que juega en la Kreisliga A Südsaar, una de las ligas regionales que conforman la décima categoría de fútbol del país. En los años 1950 participó en la Ligue 2, segunda división de Francia.

## Historia
Fue fundado en el año 1948 en la ciudad de Saarbrücken del estado de Sarre como el equipo filial del 1. FC Saarbrücken, por lo que no es elegible para jugar en la Bundesliga de Alemania.
En sus primeros años el club pasó como equipo de la Amateurliga, la entonces tercera división nacional, aunque luego de que el primer equipo se uniera al fútbol francés militó por una temporada en la Ligue 2, pero luego del regreso a Alemania Occidental solo se limitó a jugar partidos amistosos hasta que fue desactivado.
En 1986 el club es reactivado como parte de la Verbandsliga Saarland que ganó dos años después. Posteriormente pasa nueve temporadas en la Oberliga Südwest hasta que desciende en 1997, retornando posteriormente por dos temporadas en 2001 y 2007. En 2002 es campeón de la Copa de Sarre y logra la clasificación a la Copa de Alemania de 2002/03, donde es eliminado en la primera ronda por el Arminia Bielefeld por marcador de 0-5.
En 2010 el club retorna a la Oberliga Südwest donde estuvo por dos temporadas hasta que es reubicado en la Oberliga Rheinland-Pfalz/Saar como uno de sus equipos fundadores, donde termina en cuarto lugar en su temporada inaugural, manteniendo la categoría por las siguientes tres temporadas hasta que el club abandona la liga en la temporada 2014/15 luego de ser desactivado nuevamente.
El equipo es reactivado nuevamente en la temporada 2018/19 en la décima división nacional.

## Palmarés
- Ehrenliga Saarland: 1

1951
- Verbandsliga Saarland: 3

1988, 1998, 2010
- Saarland Cup: 1

2002